# 로버트 카다시안
로버트 카다시안(영어: Robert Kardashian, 1944년 2월 22일 ~ 2003년 9월 30일)은 미국의 전 변호사, 사업가이다. O. J. 심프슨 사건 재판을 맡은 변호사로 잘 알려져있다. 그는 만 59세의 나이로 원인은 식도암으로 사망하였다. 아르메니아계 미국인이다.